# Live(s)!
Live(!)s er et opsamlingsalbum fra den svenske musiker og komponist Eddie Meduza fra 2003. Albummet havde først en inkludered DVD med en koncert fra Gröna Lund. Koncerten kom ud på DVD igen i 2013, ved navn Levande På Grönan.
Albummet indeholder de tidligere ikke-udgivne sange "Åskefällalund", "Ännu Mera Brännvin" (på dansk: Endnu Mere Brændevin), "Rockin' Bob", "Några Fina Blommor" (på dansk: Nogle Smukke Blomster), "Lady Jane", "Här Kommer En Svensk Sjöman" (på dansk: Her Kommer En Svensk Sømand) og "Masen".

## Spor
| #   | Titel                          | Længde |
| --- | ------------------------------ | ------ |
| 1.  | "EPA-Traktorn"                 | 03:40  |
| 2.  | "Jätteparty I Kväll"           | 02:39  |
| 3.  | "Strømen Finder Vægen"         | 02:17  |
| 4.  | "Rolling Down The Road"        | 02:47  |
| 5.  | "Route 66"                     | 02:35  |
| 6.  | "Red Mazerati"                 | 03:26  |
| 7.  | "Full Gas Till Kristianstad"   | 02:41  |
| 8.  | "Terylenebyxor"                | 02:43  |
| 9.  | "I Hear You Knocking"          | 02:45  |
| 10. | "Åskefällalund"                | 03:02  |
| 11. | "Ännu Mera Brännvin"           | 02:58  |
| 12. | "Rockin' Bob"                  | 02:33  |
| 13. | "Några Fina Blommor"           | 02:54  |
| 14. | "Lady Jane"                    | 03:08  |
| 15. | "Ge Mig En Pris Snus"          | 03:33  |
| 16. | "Här Kommer En Svensk Sjöman"  | 03:41  |
| 17. | "Masen"                        | 02:51  |
| 18. | "Saturday Night"               | 03:22  |
| 19. | "Det Kan Svänga Om En Gubbe"   | 02:40  |
| 20. | "Feta, Fula, Dumma Amerikaner" | 05:07  |